# Hanság-Nagyerdő megállóhely
Hanság-Nagyerdő megállóhely egy megszűnt Győr-Moson-Sopron vármegyei vasúti megállóhely, melyet a GYSEV üzemeltetett Jánossomorja településen. Külterületek között helyezkedik el, a kisváros központjától több kilométerre délre; gépjárművel csak egy önkormányzati fenntartású bekötőúton érhető el a 86-os főút felől.
A vonatok csak akkor álltak meg a megállóhelyen, ha volt le- vagy felszálló utas. A megállóhelyet a 2018–2019-es menetrendváltással, 2019. december 8-án üzemzárással megszüntették.

## Vasútvonalak
A megállóhelyet az alábbi vasútvonalak érintik:
- Hegyeshalom–Porpác-vasútvonal

## Kapcsolódó állomások
A megállóhelyhez az alábbi állomások vannak a legközelebb:
- Hanságliget megállóhely (Hegyeshalom–Porpác-vasútvonal)
- Jánossomorja vasútállomás (Hegyeshalom–Porpác-vasútvonal)

## Forgalom
A megállóhelyen a Rajka/Hegyeshalom és Csorna/Szombathely között közlekedő személyvonatok álltak meg.